# دهستان میانکوه (اردل)
دهستان میانکوه یکی از دهستان‌های بخش میانکوه شهرستان اردل در استان چهارمحال و بختیاری ایران است.

## جمعیت
براساس سرشماری سال ۱۳۸۵جمعیت این دهستان ۱۰٬۶۲۲نفر (۲٬۱۶۱خانوار) بوده‌است.